# Oncorhynchus nerka
O salmão-vermelho (Oncorhynchus nerka) é um peixe do género Oncorhynchus, uma espécie de salmão endémica da costa noroeste da América do Norte, desde o Alaska à California.
Normalmente, a sua cor é azulada, mas durante a desova o salmão-vermelho fica com a cabeça verde-escura, o corpo vermelho-vivo e as suas maxilas ficam em forma de gancho. Depois da desova o salmão-vermelho volta ao mar e morre poucas semanas mais tarde.